# Nederländernas herrlandslag i bandy
Nederländernas herrlandslag i bandy representerar Nederländerna i bandy på herrsidan. VM-debuten kom 1991 i Finland.

## VM 2019
A-VM spelades i Vänersborg, Sverige. Nederländerna deltog för första gången i bandy VM:s A-grupp och slutade 8:a efter förlust i placeringsmatchen mot Tyskland med 6-12
Truppen till Bandy-VM i Vänersborg, Sverige 2019
- Förbundskapten:   Thomas Engström

| Målvakter |

| Pos. | Ålder                     | Namn           | Klubb                     |
| ---- | ------------------------- | -------------- | ------------------------- |
| Mv   | 17 september 1996 (22 år) | Thomas Jeukens | Bandy Vereniging Nijmegen |
| Mv   | 22 maj 1966 (52 år)       | Marc Perenboom | Bandy Vereniging Nijmegen |

| Utespelare |

| Pos. | Ålder                     | Namn                     | Klubb                     |
| ---- | ------------------------- | ------------------------ | ------------------------- |
| F    | 6 september 1986 (32 år)  | Stephan den Brok         | Bandy Vereniging Nijmegen |
| F    | 22 september 2002         | Sam Rouppe van der Voort | Stabaek IF                |
| F    | 12 januari 2000           | Mees van Wijchen         | Bandy Vereniging Nijmegen |
| F    | 1 juli 2001               | Pepijn Weesenaar         | Bandy Vereniging Nijmegen |
| Mf   | 20 november 1975 (43 år)  | Jordan Braam             | Bandy Vereniging Nijmegen |
| Mf   | 26 mars 1986 (32 år)      | Sander Heinsbroek        | Bandy Vereniging Nijmegen |
| Mf   | 24 september 2000         | Bou Tveitan              | Snaröya SK                |
| Mf   | 2 november 1987           | Alexander Cras           | Mjøndalen IF              |
| Mf   | 30 oktober 1997 (21 år)   | Joris Vriezen            | Bandy Vereniging Nijmegen |
| Mf   | 14 september 1983 (35 år) | Twan Hengst              | Bandy Vereniging Nijmegen |
| Mf   | 7 juli 1994 (24 år)       | Stefan Geenen            | Bandy Vereniging Nijmegen |
| Mf   | 19 april 2001             | Jostein Vissers          | Hauger BK                 |
| Mf   |                           | Lars Hendriks            | Bandy Vereniging Nijmegen |
| MF   | 11 maj 1986 (32 år)       | Remo Speijers            | Bandy Vereniging Nijmegen |
| A    | 3 augusti 1999            | Sverre Tveitan           | Snaröya SK                |
| A    | 16 april 2002             | William Baredts          | Månsarps IF               |

## VM 2018
B-Vm spelades i Harbin i Kina och Nederländerna vann finalen över Japan med 3-2
Truppen till Bandy-VM i Harbin Kina 2018
- Förbundskapten:  Thomas Engström

|  | Målvakter |  |
|  | --------- |  |

| Pos. | Ålder             | Namn           | Klubb                     |
| ---- | ----------------- | -------------- | ------------------------- |
| Mv   | 17 september 1996 | Thomas Jeukens | Bandy Vereniging Nijmegen |
| Mv   | 22 maj 1966       | Marc Perenboom | Bandy Vereniging Nijmegen |

|  |  | Utespelare |  |  |
|  |  | ---------- |  |  |

| Pos. | Ålder             | Namn             | Klubb                     |
| ---- | ----------------- | ---------------- | ------------------------- |
| F    | 10 oktober 1983   | Nick Verbruggen  | Bandy Vereniging Nijmegen |
| F    | 25 juli 1985      | Rick de Grodd    | Bandy Vereniging Nijmegen |
| F    | 6 september 1986  | Stephan den Brok | Bandy Vereniging Nijmegen |
| F    | 12 januari 2000   | Mees van Wijchen | Bandy Vereniging Nijmegen |
| F    | 1 juli 2001       | Pepijn Weesenaar | Bandy Vereniging Nijmegen |
| Mf   | 20 november 1975  | Jordan Braam     | Bandy Vereniging Nijmegen |
| Mf   | 7 juli 1994       | Stefan Geenen    | Bandy Vereniging Nijmegen |
| Mf   | 24 september 2000 | Bou Tveitan      | Snaröya SK                |
| Mf   | 2 november 1987   | Alexander Cras   | Mjøndalen IF              |
| Mf   | 14 september 1983 | Twan Hengst      | Bandy Vereniging Nijmegen |
| Mf   | 11 maj 1986       | Remo Speijers    | Bandy Vereniging Nijmegen |
| Mf   | 30 oktober 1997   | Joris Vriezen    | Bandy Vereniging Nijmegen |
| Mf   | 2 november 1987   | David van Alst   | Bandy Vereniging Nijmegen |
| A    | 7 oktober 1971    | Johan Kuhnen     | Bandy Vereniging Nijmegen |
| A    | 3 augusti 1999    | Sverre Tveitan   | Snaröya SK                |
| A    | 6 januari 2000    | Edwin de Bie     | Bandy Vereniging Nijmegen |

## VM 2017
B-VM spelades i Trollhättan, Sverige. Nederländerna slutade 7:a efter ha slagit Tjeckien i placeringsmatchen med 3-2
Truppen till Bandy-VM 2017
- Förbundskapten:   Thomas Engström

|  | Målvakter |  |
|  | --------- |  |

| Pos. | Ålder                     | Namn           | Klubb                     |
| ---- | ------------------------- | -------------- | ------------------------- |
| Mv   | 17 september 1996 (22 år) | Thomas Jeukens | Bandy Vereniging Nijmegen |
| Mv   | 22 maj 1966 (52 år)       | Marc Perenboom | Bandy Vereniging Nijmegen |

|  |  | Utespelare |  |  |
|  |  | ---------- |  |  |

| Pos. | Ålder                     | Namn              | Klubb                     |
| ---- | ------------------------- | ----------------- | ------------------------- |
| F    | 10 oktober 1983 (35 år)   | Nick Verbruggen   | Bandy Vereniging Nijmegen |
| F    | 25 juli 1985 (33 år)      | Rick de Grodd     | Bandy Vereniging Nijmegen |
| F    | 6 september 1986 (32 år)  | Stephan den Brok  | Bandy Vereniging Nijmegen |
| F    | 12 januari 2000 (19 år)   | Mees van Wijchen  | Bandy Vereniging Nijmegen |
| F    | 1 juli 2001 (17 år)       | Pepijn Weesenaar  | Bandy Vereniging Nijmegen |
| Mf   | 20 november 1975 (43 år)  | Jordan Braam      | Bandy Vereniging Nijmegen |
| Mf   | 7 juli 1994 (24 år)       | Stefan Geenen     | Bandy Vereniging Nijmegen |
| Mf   | 24 september 2000 (18 år) | Bou Tveitan       | Snaröya SK                |
| Mf   | 26 mars 1986              | Sander Heinsbroek | Bandy Vereniging Nijmegen |
| Mf   | 14 augusti 1993           | Erik Blegel       | Sverige                   |
| Mf   | 14 september 1983 (35 år) | Twan Hengst       | Bandy Vereniging Nijmegen |
| Mf   | 11 maj 1986 (32 år)       | Remo Speijers     | Bandy Vereniging Nijmegen |
| Mf   | 30 oktober 1997 (21 år)   | Joris Vriezen     | Bandy Vereniging Nijmegen |
| Mf   | 2 november 1987 (31 år)   | David van Alst    | Bandy Vereniging Nijmegen |
| A    | 7 oktober 1971 (47 år)    | Johan Kuhnen      | Bandy Vereniging Nijmegen |
| A    | 3 augusti 1999 (19 år)    | Sverre Tveitan    | Snaröya SK                |

## VM 2015
Truppen till Bandy-VM i Chabarovsk 2015
- Förbundskapten:  Michael Bratt

| Målvakter |

| Pos. | Ålder             | Namn           | Klubb                     |
| ---- | ----------------- | -------------- | ------------------------- |
| Mv   | 17 september 1996 | Thomas Jeukens | Bandy Vereniging Nijmegen |
| Mv   | 22 maj 1966       | Marc Perenboom | Bandy Vereniging Nijmegen |

| Utespelare |

| Pos. | Ålder             | Namn              | Klubb                     |
| ---- | ----------------- | ----------------- | ------------------------- |
| F    | 20 november 1975  | Jordan Braam      | Bandy Vereniging Nijmegen |
| F    | 26 mars 1986      | Sander Heinsbroek | Bandy Vereniging Nijmegen |
| F    | 16 oktober 1984   | Rens Bögels       | Bandy Vereniging Nijmegen |
| F    | 2 november 1987   | David van Alst    | Bandy Vereniging Nijmegen |
| Mf   | 25 juli 1985      | Rick de Grood     | Bandy Vereniging Nijmegen |
| Mf   | 30 oktober 1997   | Joris Vriezen     | Bandy Vereniging Nijmegen |
| Mf   | 14 september 1983 | Twan Hengst       | Bandy Vereniging Nijmegen |
| Mf   | 7 juli 1994       | Stefan Geenen     | Bandy Vereniging Nijmegen |
| Mf   | 14 augusti 1993   | Erik Blegel       | Sverige                   |
| Mf   | 6 september 1986  | Stephan den Brok  | Bandy Vereniging Nijmegen |
| A    | 11 maj 1986       | Remo Speijers     | Bandy Vereniging Nijmegen |
| A    | 7 maj 1998        | Sem Cornelissen   | Bandy Vereniging Nijmegen |
| A    | 7 oktober 1971    | Johan Kuhnen      | Bandy Vereniging Nijmegen |
| A    | 5 december 1995   | Filip Blegel      | Kållereds SK              |

## EM 2016
Den 8-9 januari 2016 spelades ett inofficiellt Bandy-EM i Davos i Schweiz. Matcherna spelades på  Eisstadion i Davos på halva ytan 7-manna, matchtiden var 2x30 min.
Truppen till Bandy-EM i Davos 2016
- Förbundskapten:  Frank Peters

| Målvakt |

| Pos. | Ålder | Namn           | Klubb                     |
| ---- | ----- | -------------- | ------------------------- |
| Mv   | 19    | Thomas Jeukens | Bandy Vereniging Nijmegen |

| Utespelare |

| Pos. | Ålder | Namn           | Klubb                     |
| ---- | ----- | -------------- | ------------------------- |
|      | 2     | David van Alst | Bandy Vereniging Nijmegen |
|      | 3     | Jordan Braam   | Bandy Vereniging Nijmegen |
|      | 2     | Stefan Geenen  | Bandy Vereniging Nijmegen |
|      | 2     | Rick de Grood  | Bandy Vereniging Nijmegen |
|      |       | Bou Tveitan    | Bandy Eindhoven           |
|      |       | Sverre Tveitan | Bandy Eindhoven           |